# Almagro Boxing Club
El club Almagro Boxing Club de la Ciudad de Buenos Aires, popularmente conocido como Almagro, o por su acrónimo ABC, es una institución deportiva privada situada en la Ciudad Autónoma de Buenos Aires (CABA), Argentina. Es el  más antiguo club de boxeo, habiéndose fundado en 1923

## Historia general
La institución fue fundada el 23 de abril de 1923, bajo el nombre de «Almagro Boxing Club» por jóvenes practicantes de la boxeo
El 30 de abril de 1923, en la calle Bogado antes de llegar a Yatay, en el barrio de Almagro, nace el Almagro Boxing Club.
"El Almagro" había sido el fruto de la idea de Santiago Bozzano, en cuya casa se había instalado el club y de Pedro Giacobone. Con el tiempo empezó a hacerse cada vez más popular el club y como sus instalaciones no eran muy grandes, se trasladó a la calle Cangallo (hoy Juan D. Perón) entre Pringles y Yatay. Para el año 1945, se instaló definitivamente en la actual sede con domicilio en la avenida Díaz Vélez 4422.

### Primera Comisión Directiva
La Comisión Directiva inicial  quedó constituida así: 
- Presidente: . . . . .Santiago Bozzano
- Vicepresidente: . . . . .Pedro Giacobone
- Secretario: . . . . .Martin Salvador Vernetti
- Prosecretario: . . .José M. Aguirre
- Secretario de actas: . . .Alfredo Cozzani
- Tesorero: . . . Virgilio Caldi,
- ProTesorero: . . . Vicente Garbessi,
- Vocales:  . . . Alfredo Tortosa, Humberto Curi, Vicente Formosa,
- Revisor de cuentas:  . . . Atilio Merli.

### Instalaciones
El club posee una sede para la práctica de boxeo en la ciudad de Buenos Aires. Su gimnasio lleva el nombre de Prudencio Melero, quien fuera entrenador de uno de sus presidentes históricos: Juan Crescente.

## Indumentaria
Los equipos deportivos de Almagro Boxing Club usan un uniforme distintivo para competir en los diversos torneos que participa de color blanco, rojo y azul.

## Deportistas destacados
Por sus instalaciones pasaron boxeadores como Alfredo Prada, el olímpico Alberto Barenghi, Juan Trillo, Alfredo Luna y Pascual Pérez. "Pascualito", nuestro primer campeón mundial, pasó por el Almagro Boxing Club. 
En 2008 Bob Dylan entrenó en el club antes de brindar su recital en Buenos Aires
Listado deportista destacados:
- Alfredo Prada[10]
- Antonio Pacenza, peso mediano, finalista olímpico en Helsinki[11]
- Eladio Herrera  peso medio liviano, ganador de la medalla de bronce en los Juegos Olímpicos de Helsinki 1952 y profesor en el club[12]
- Alberto Barenghi, peso mosca y representante olímpico[13]
- Juan Trillo
- Desiderio Ferrari
- Alfredo Luna peso pesado
- Pascual Pérez, famoso campeón mundial peso mosca, que por la amistad de su entrenador Lázaro Kocsi con el club, realizaba prácticas previas en el gimnasio del club en las jornadas previas a los combates.
- Héctor Maturano, peso mediano
- Rómulo Parés, peso gallo, olímpico en Londres
- Manuel Torrado, peso pluma,
- Filiberto Torrado, peso liviano
- Carlos Torrado, peso pluma
- José Torrado, peso medio mediano
- Oscar Marafuchi, peso medio mediano
- Emilio Senestraro, peso liviano
- Fernando Caloise, peso medio pesado
- Carmelo Robledo, peso pluma[1]
- Abel Laudonio, doble medallista en los Juegos Olímpicos de Roma de 1960, entrenado por Prudencio Melero[14]
- Karen Carabajal[15][16]